# Hall-Effekt

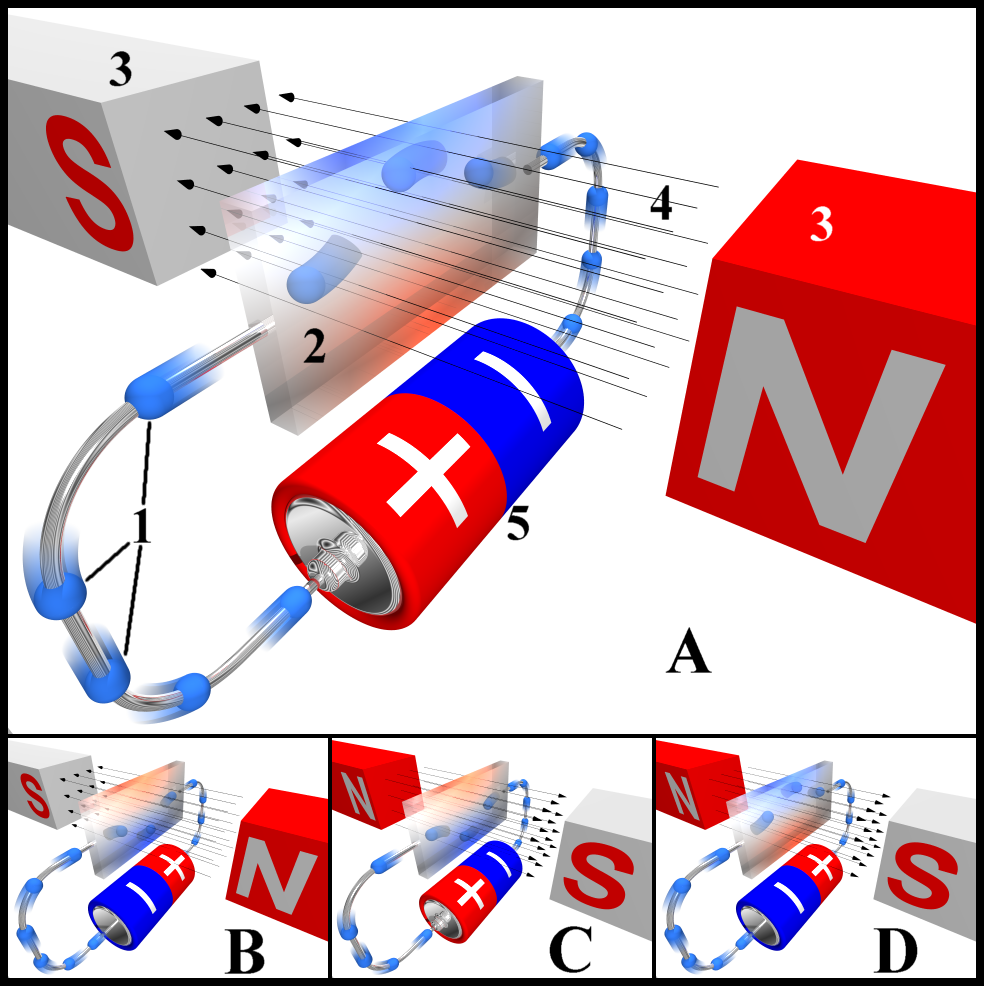
Illustration des Hall-Effekts:
In Abb. A sammelt sich beim Leiter an der Oberseite negative Ladung an (symbolisiert durch die blaue Farbe), entsprechend ist an der Unterseite ein Überschuss positiver Ladung (rote Farbe). In den Abbildungen B und C ist die Richtung des elektr. Stromes bzw. des Magnetfeldes umgekehrt, so dass die Ladungspolarisation gegenüber A vertauscht ist. In Abb. D sind beide Richtungen umgekehrt, so dass sich wieder die gleiche Polarisation wie bei A einstellt. Legende:
1 Elektronen
2 flacher Leiter, der als Hall-Sensor dient
3 Magnetpole
4 Magnetfeld
5 Stromquelle

Der Hall-Effekt ['hɔːl-], nach Edwin Hall, dem Entdecker dieses Phänomens, ist das Auftreten einer elektrischen Spannung in einem stromdurchflossenen Leiter, der sich in einem stationären (unveränderten) Magnetfeld befindet.
Diese Hall-Spannung {\displaystyle U_{\mathrm {H} }} tritt senkrecht sowohl zur Richtung des Stromes wie des Magnetfeldes auf, ihre Größe kann mit Hilfe der (weiter unten hergeleiteten) Gleichung
{\displaystyle U_{\mathrm {H} }=A_{\mathrm {H} }\,{\frac {IB}{d}}}
mithilfe der Stromstärke {\displaystyle I}, der magnetischen Flussdichte {\displaystyle B}, der Dicke (parallel zur Magnetfeldrichtung {\displaystyle B}) der Probe {\displaystyle d} und einer Materialkonstanten – der sogenannten Hall-Konstanten (auch: Hall-Koeffizient) {\displaystyle A_{\mathrm {H} }} – berechnet werden.
Der Hall-Effekt kann zur präzisen Messung der Stärke von Magnetfeldern benutzt werden, was in modernen Smartphones für Kompass-Apps verwendet wird, und liefert Informationen über die Art, Dichte und Beweglichkeit der Ladungsträger in stromleitenden Materialien.

## Erklärung

Halleffekt und Stromlinien am dünnen Leiter

Stromfluss bedeutet, dass sich elektrische Ladungen bewegen. Wenn sich ein Leiter, in dem Strom fließt, in einem Magnetfeld befindet, dann wirkt auf die Ladungsträger die Lorentzkraft. Die Ladungsträger sind im Allgemeinen Elektronen, es kann aber auch Löcherleitung in entsprechend dotierten Halbleitern vorherrschen. Elektronen bzw. Löcher bewegen sich mit einer mittleren Geschwindigkeit {\displaystyle v} (Driftgeschwindigkeit) durch den Leiter. Wegen der Lorentzkraft werden die Ladungsträger senkrecht zu ihrer Bewegungsrichtung abgelenkt. Durch die Ablenkung der Ladungsträger kommt es zu einem Elektronenüberschuss auf der einen Seite des Leiters, während es auf der gegenüberliegenden Seite im selben Maße zu einem Elektronenmangel kommt. Es erfolgt also eine Ladungstrennung, vergleichbar mit der eines Kondensators. Die sich nun gegenüberstehenden negativen und positiven Ladungsüberschüsse verursachen ein elektrisches Feld, das eine elektrische Kraft auf die Ladungsträger ausübt, die der Lorentzkraft entgegengerichtet ist. Die Verstärkung der Ladungstrennung kommt zum Stillstand, wenn sich beide Kräfte gerade kompensieren. Die daraus resultierende Spannung ist die Hall-Spannung.
Diese Hall-Spannung steigt mit dem Magnetfeld linear an und ist antiproportional zur Ladungsträgerdichte, da eine geringere Anzahl von Ladungsträgern nur bei höherer Geschwindigkeit der Einzelladungen zu einer unveränderten Stromstärke führen kann. Auf die schnelleren Ladungsträger wirkt eine höhere Lorentzkraft, wodurch die Hall-Spannung größer wird. Da die Ladungsträgerdichte in Halbleitern bedeutend kleiner ist als in Metallen, werden vorwiegend Halbleiter als Hall-Sonden benutzt.
Im Fall von Ladungsträgern mit positiver Ladung (auch bei Löcherleitung) ist das Vorzeichen der Hall-Spannung umgekehrt als bei negativer Ladung (Elektronen, …).

## Geschichte
Edwin Hall beschrieb den später nach ihm benannten Effekt im Jahr 1879 im Rahmen seiner Promotionsarbeit. Nach eigener Aussage wurde er durch eine Aussage von James Clerk Maxwell dazu motiviert, diesen Effekt zu suchen, denn diese Aussage Maxwells erschien ihm unnatürlich:

“It must be carefully remembered that the mechanical force which urges a conductor carrying a current across the lines of magnetic force acts, not on the electric current, but on the conductor which carries it. – The only force which acts on electric currents is electromotive force.”

„Es muss daran achtsam erinnert werden, dass die mechanische Kraft, die einen stromführenden Leiter quer durch die Linien der Magnetkraft drängt, nicht auf den elektrischen Strom wirkt, sondern auf den Leiter, der ihn trägt. – Die einzige Kraft, die auf einen elektrischen Strom wirkt, ist die elektromotorische Kraft.“

Vor Hall hatten schon eine Reihe anderer Physiker einen solchen Effekt gesucht (etwa Feilitzsch, Mach, Wiedemann und sein Doktorvater Rowland), aber erst er erreichte eine ausreichende Messempfindlichkeit. Seine Doktorarbeit enthielt Messungen des Hall-Effekts in Gold. Zu späteren Messungen bemerkte Kelvin:

“The subject of the communication is by far the greatest discovery that has been made in respect to the electrical properties of metals since the times of Faraday – a discovery comparable with the greatest made by Faraday.”

„Der Inhalt der Mitteilung ist bei weitem die größte Entdeckung auf dem Gebiet elektrischer Eigenschaften der Metalle seit der Zeit Faradays – eine Entdeckung vergleichbar mit der Größten von Faraday.“

## Herleitung
| Verwendete Größen                | Verwendete Größen                      |
| -------------------------------- | -------------------------------------- |
| {\displaystyle {\vec {B}}}       | Magnetische Flussdichte                |
| {\displaystyle {\vec {E}}}       | Elektrische Feldstärke                 |
| {\displaystyle {\vec {F}}}       | Kraft auf die Ladungsträger            |
| {\displaystyle U_{\mathrm {H} }} | Hall-Spannung                          |
| {\displaystyle I}                | Elektrische Stromstärke                |
| {\displaystyle {\vec {\jmath }}} | Elektrische Stromdichte                |
| {\displaystyle {\vec {v}}}       | Driftgeschwindigkeit der Ladungsträger |
| {\displaystyle b}                | Breite des Leiters                     |
| {\displaystyle d}                | Dicke des Leiters                      |
| {\displaystyle n}                | Ladungsträgerdichte                    |
| {\displaystyle q}                | Ladung eines Ladungsträgers            |
| {\displaystyle A_{\mathrm {H} }} | Hall-Konstante                         |

Die nun folgende Herleitung der Formel für die Hallspannung beschränkt sich auf elektrische Leiter mit nur einer Sorte von Ladungsträgern, wie bei Metallen (Elektronen) oder stark dotierten Halbleitern (stark überwiegend entweder Löcher oder Elektronen).
Bewegte Ladungsträger in einem magnetischen Feld erfahren die Lorentzkraft:
{\displaystyle {\vec {F}}=q\,({\vec {v}}\times {\vec {B}})}
Beim Hall-Effekt baut sich ein elektrisches Feld auf, das die ablenkende Wirkung des Magnetfeldes kompensiert. Für die resultierende Kraft auf die Ladungsträger muss folglich gelten:
{\displaystyle q\,({\vec {E}}+{\vec {v}}\times {\vec {B}})={\vec {0}}}
Der Einfachheit halber wird das Koordinatensystem so gelegt, dass sich die Ladungsträger in {\displaystyle x}-Richtung bewegen und das Magnetfeld in {\displaystyle z}-Richtung wirkt. Es ist also {\displaystyle {\vec {v}}=(v_{x},0,0)} und {\displaystyle {\vec {B}}=(0,0,B_{z})}. Damit wird die y-Komponente der obigen Gleichung nach Division durch {\displaystyle q} zu:
{\displaystyle \left.E_{y}-v_{x}B_{z}=0\right.\,}
Die Stromdichte {\displaystyle {\vec {\jmath }}} im Leiter lässt sich allgemein durch {\displaystyle {\vec {\jmath }}=nq{\vec {v}}} ausdrücken. Löst man diese Beziehung nach {\displaystyle v_{x}} auf und setzt sie in obige Gleichung, so erhält man
{\displaystyle E_{y}={\frac {1}{nq}}\,j_{x}B_{z}=A_{\mathrm {H} }\,j_{x}B_{z}}
Über diese Beziehung wird die material- und temperaturabhängige Hall-Konstante {\displaystyle A_{\mathrm {H} }} definiert, welche die Stärke des Hall-Effektes charakterisiert.
Um die Gleichung etwas handlicher zu machen, kann man den Leiter, in dem ja eine Ladungstrennung stattgefunden hat, als Plattenkondensator auffassen. Für diesen gilt die Beziehung
{\displaystyle E_{y}={\frac {U_{\mathrm {H} }}{b}}}.
Außerdem kann die Stromdichte {\displaystyle j_{x}} im vorliegenden Fall durch {\displaystyle j_{x}={\frac {I}{bd}}} ausgedrückt werden. Setzt man diese beiden Schreibweisen ein, so erhält man für die Hallspannung {\displaystyle U_{\mathrm {H} }} einen nur noch von einfach messbaren Größen abhängenden Ausdruck:
{\displaystyle U_{\mathrm {H} }=A_{\mathrm {H} }\,{\frac {IB_{z}}{d}}}.
Diese Gleichung ist auch für Leiter mit verschiedenen Sorten von Ladungsträgern korrekt, jedoch lässt sich dann die Hall-Konstante nicht mehr durch {\displaystyle A_{\mathrm {H} }={\frac {1}{nq}}} berechnen. Aus der Gleichung lässt sich der sogenannte Hall-Widerstand angeben:
{\displaystyle R(B)=A_{\mathrm {H} }\,{\frac {B_{z}}{d}}}
Der Hall-Widerstand charakterisiert ein Hallelement, hat jedoch nichts mit dem gemessenen elektrischen Widerstand an einem Hallelement zu tun.
Er gibt das Verhältnis Hallspannung zu Strom eines Hallelementes bei einer bestimmten magnetischen Flussdichte an:
{\displaystyle R(B)={\frac {U_{\text{H}}}{I}}}

## Anwendung

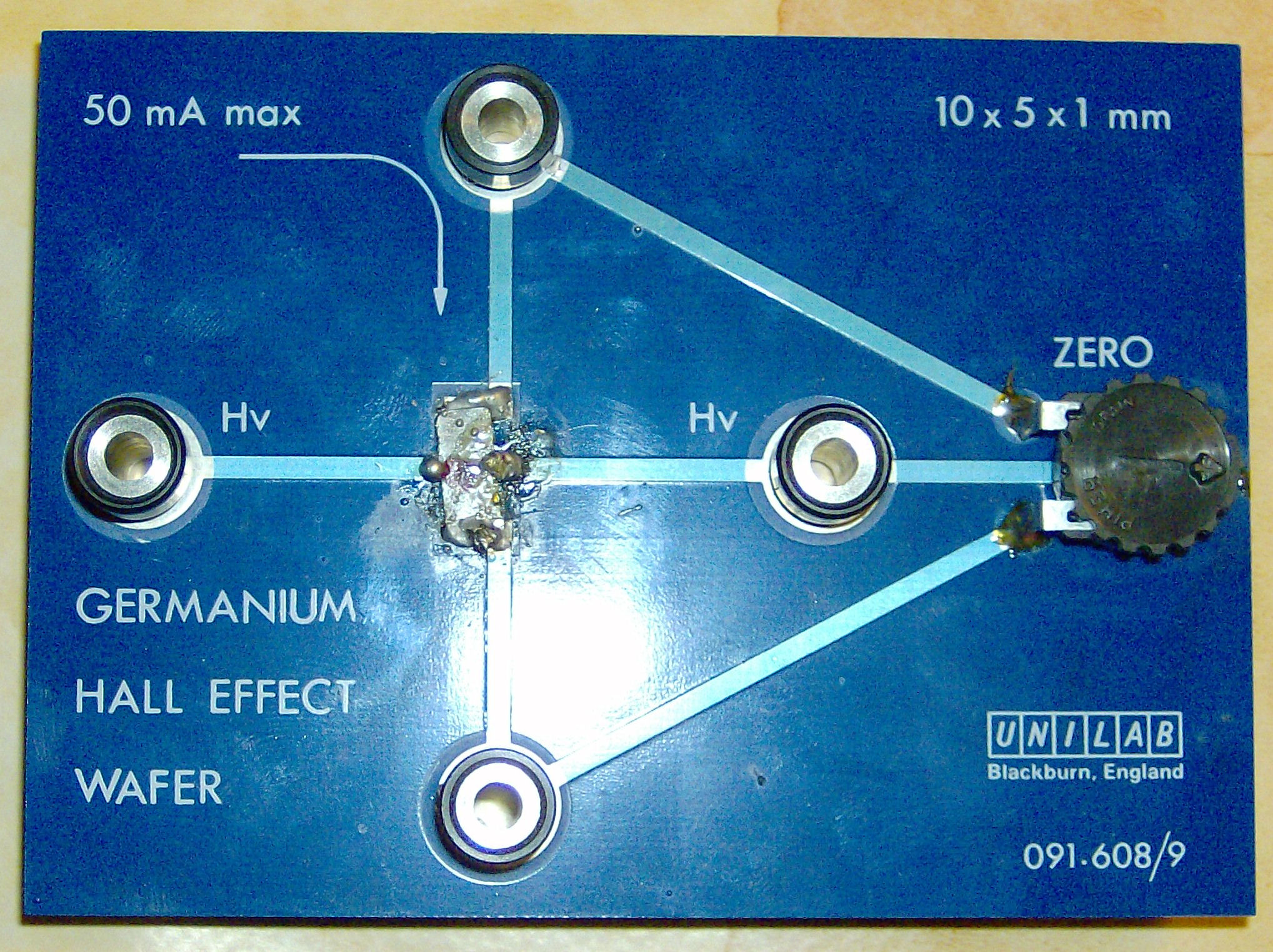
Germanium-Hall-Effekt-Wafer

Die Hallspannung ist unabhängig vom spezifischen Widerstand der Probe. Die spezifischen Stoffeigenschaften des Leitungsvorganges werden durch die Hall-Konstante {\displaystyle A_{\mathrm {H} }} wiedergegeben.
Der Hall-Effekt wird sowohl zur Messung der Stärke von Magnetfeldern (mit Hall-Sonden) als auch zur Bestimmung der Ladungsträgerart (Elektronen oder Löcher) und deren Dichte eingesetzt.
In der Elektronik wird der Hall-Effekt in sogenannten Hallsonden zur Messung der magnetischen Flussdichte benutzt. Fließt ein Strom durch den Leiter, so kann durch das Messen der erzeugten Hall-Spannung nach obiger Formel {\displaystyle B} berechnet werden. Materialien mit großer Hall-Konstante zeichnen sich dabei mit einer hohen Empfindlichkeit aus. Aus diesem Grund werden meist Halbleitermaterialien verwendet. Die Massenfertigung zum breiten Einsatz in der Industrie wurde erst durch die Integration von Hall-Platten in CMOS-Technologie möglich. Erst damit können Temperaturabhängigkeiten und andere Effekte kompensiert und die Hallspannung entsprechend ausgewertet und digital aufbereitet werden. Heute gibt es immer komplexere Hall-Sensoren auf CMOS-Basis in Anwendungen zur Winkel-, Positions-, Geschwindigkeits- und Strommessung.
Ein weiteres Anwendungsgebiet ist die Bestimmung von Ladungsträgerdichten durch Messen der Hall-Konstanten. Durch eine zusätzliche Messung der elektrischen Leitfähigkeit (oder des spezifischen Widerstands) ist es zudem möglich, die Beweglichkeit der Ladungsträger im Material zu ermitteln. Eine komfortable Methode zur Bestimmung des spezifischen Widerstandes und der Hallkonstanten an dünnen Schichten ist die Van-der-Pauw-Messmethode.
Ein elektronischer Kompass kann mit Hallsonden gebaut werden.
Praktische Anwendungen finden sich auch in der Raumfahrt, bei Hall-Ionentriebwerken.

## Verwandte Effekte

### Quanten-Hall-Effekt
Schon um 1930 hatte Landau den Gedanken, dass bei sehr tiefen Temperaturen, starken Magnetfeldern und zweidimensionalen Leitern Quanteneffekte auftreten sollten, für den Nachweis des quantisierten Hall-Effekts erhielt Klaus von Klitzing 1985 den Nobelpreis. 
Der Quanten-Hall-Effekt bewirkt, dass in zweidimensionalen Systemen bei sehr starken Magnetfeldern {\displaystyle B} und tiefen Temperaturen (wenige Kelvin) die Hall-Spannung {\displaystyle U_{\mathrm {H} }} geteilt durch den Strom {\displaystyle I} nicht beliebig variieren kann, wenn die Magnetfeldstärke variiert wird, sondern dass das Verhältnis in Stufen variiert. {\displaystyle U_{\mathrm {H} }/I} ist z. B. an Grenz- oder Oberflächen unter den angegebenen Bedingungen immer ein ganzzahliger Bruchteil der Von-Klitzing-Konstanten
{\displaystyle R_{\mathrm {K} }={\frac {h}{e^{2}}}=25812{,}807...\,\mathrm {\Omega } \,\,}
(in der Einheit Ohm=Volt/Ampere; {\displaystyle h} ist die plancksche Konstante, {\displaystyle e} die Elementarladung). Die angegebenen Stufenwerte für das Verhältnis {\displaystyle U_{H}/I} sind also: {\displaystyle R_{\mathrm {K} }}, {\displaystyle R_{\mathrm {K} }/2}, {\displaystyle R_{\mathrm {K} }/3} und so weiter. Diese Plateaus könnten mit sehr hoher Präzision reproduziert werden. Daher verwendet man den Quanten-Hall-Effekt für Präzisionsmessungen des elektrischen Widerstands.

### Spin-Hall-Effekt
Wenn sich Elektronen durch einen Festkörper bewegen, werden sie durch quantenmechanische Effekte seitlich abgelenkt – je nach Ausrichtung des Spins (Eigendrehimpuls des Elektrons) nach rechts oder links. Es entsteht ein „Spin-Strom“ in transversaler Richtung. Im Gegensatz zum gewöhnlichen Hall-Effekt ist für diesen so genannten „Spin-Hall-Effekt“ kein externes magnetisches Feld erforderlich, der Effekt entsteht durch extrinsische (z. B. durch Störstellen) oder durch intrinsische Mechanismen (z. B. durch die Spin-Bahn-Kopplung).

### Planarer Hall-Effekt
Der sogenannte planare Hall-Effekt ist ein magnetoresistiver Effekt in ferromagnetischen Materialien, der trotz des Namens nichts mit dem gewöhnlichen Hall-Effekt zu tun hat. Der Hauptunterschied zum gewöhnlichen Hall-Effekt – und zugleich Grund für die Namensgebung – ist, dass in diesem Fall das Magnetfeld nicht senkrecht zur Probe, sondern in der Probe (also „planar“) verläuft, aber „quer“ zum longitudinalen Strom, wobei ebenfalls extrinsische und intrinsische Effekte unterschieden werden. Insofern ist der Spin-Hall-Effekt eher analog zum planaren Hall-Effekt als zum gewöhnlichen Hall-Effekt.

### Thermischer Hall-Effekt
Der Righi-Leduc-Effekt, auch „Thermischer Hall-Effekt“ (engl.: thermal Hall effect) genannt, beschreibt das Auftreten einer transversalen Temperaturdifferenz, wenn Wärme durch einen Leiter fließt, der sich in einem stationären Magnetfeld befindet. Er ist das thermomagnetische Analogon zum Hall-Effekt.

### Nernst-Effekt
Der Nernst-Effekt beschreibt das Auftreten einer transversalen Spannung, wenn Wärme durch einen Leiter fließt, der sich in einem stationären Magnetfeld befindet.